# Avesta centrum
Avesta centrum – stacja kolejowa w Aveście, w regionie Dalarna, w Szwecji.
Leży na Dalabanan, pomiędzy centrum miasta i Koppardalen. Głównym stacją w Aveście jest Avesta Krylbo w Krylbo, która również obsługuje ruch na trasie Örebro-Gävle.